# クラビー空港
クラビー空港（クラビーくうこう、タイ語:ท่าอากาศยานนานาชาติกระบี่、英語:Krabi International Airport）は、タイ王国南部、クラビー県ムアンクラビー郡にある空港。市の中心部から7km地点に位置しバスで約30分、空港からビーチまでは約60分ほどかかる。

## 就航航空会社と就航都市
| 航空会社                   | 就航地                                                   |
| -------------------------- | -------------------------------------------------------- |
| タイ国際航空               | バンコク/スワンナプーム                                  |
| バンコク・エアウェイズ     | バンコク/スワンナプーム、サムイ、チェンマイ              |
| タイ・エアアジア           | バンコク/ドンムアン、バンコク/スワンナプーム、チェンマイ |
| タイ・ライオン・エア       | バンコク/ドンムアン                                      |
| タイ・ベトジェットエア     | バンコク/スワンナプーム                                  |
| 四川航空                   | 成都、重慶                                               |
| エアアジア                 | クアラルンプール                                         |
| スクート                   | シンガポール                                             |
| ジェットスター・アジア航空 | シンガポール                                             |
| フライドバイ               | ドバイ                                                   |
| エア・アラビア             | シャルジャ(2025年11月28日より運航開始予定)               |